# Thomas Stamford Raffles
Sir Thomas Stamford Raffles (6. červenec 1781 – 5. červenec 1826) byl britský státník, zakladatel Singapuru.

## Život
Narodil se na lodi Ann u pobřeží Jamajky kapitánu Benjaminu Rafflesovi a Anne Rafflesové. Jako zástupce guvernéra v Bengkulu přesvědčil sultána, aby mu přenechal tento v té době neobydlený ostrov, který byl od roku 1826 britskou kolonií. Ještě předtím, roku 1819 založil obchodní stanici, která se stala základem pozdějšího Singapuru. Raffles také v roce 1826 založil a vedl Londýnskou zoologickou společnost a Londýnskou Zoo.
Po Rafflesovi byla mj. pojmenována velkokvětá rostlina Rafflesia, na jejímž objevu se podílel spolu s botanikem Josephem Arnoldem v indonéském tropickém pralese v r. 1818.